# فرینگن‌اشتات
شهر فرینگن‌اشتات (به آلمانی: Veringenstadt) در ایالت بادن-وورتمبرگ در کشور آلمان واقع شده‌است.